# Đậu đen
Đỗ đen hay đậu đen (danh pháp hai phần: Vigna cylindrica Skeels hay là Vigna unguiculata Walp. subsp. cylindrica (L.) Verdc.) thuộc phân họ Đậu (Faboideae) có tên thuốc theo Đông y là ô đậu, hắc đại đậu, hương xị.

## Đặc điểm
Đậu đen là loài cây phân họ Đậu mọc hằng năm, toàn thân không lông. Lá kép rất ráp có nhiều lông nhỏ gồm 3 lá chét mọc so le, lá chét giữa to và dài hơn lá chét hai bên. Hoa màu tím nhạt. Quả giáp dài, tròn, trong chứa 7 đến 10 hạt màu đen.
Tại Việt Nam, ngoài giống cây trồng thường thấy có màu đen, còn gọi là đậu dải đen, có nhiều giống cho hạt có màu khác như đậu đỏ, đậu trắng, đậu cật lợn, đậu trứng cuốc, đậu mắt cua, đậu trắng Lạng Sơn, đậu dải trắng rốn đỏ, đậu dải trắng rốn đen.

## Ẩm thực
Tại Việt Nam, đậu đen được dùng chế biến nhiều món ăn thông thường và đặc sản
- Chè đậu đen
- Kem cây
- Cháo đậu
- Có thành phần trong bánh ú, bánh tét, bánh chưng
- Xôi nếp than hoặc nếp trắng
- Nhân bánh trung thu
- Nhân kem cho nhiều loại bánh ngọt
- Hầm với đuôi heo, đuôi bò, tuỷ bò
- Bột ngũ cốc dinh dưỡng

Với người Trung Hoa, việc chế biến đậu đen phục vụ ẩm thực càng phong phú. Họ có những món rất đặc biệt như:
- Tương đậu đen
- Đậu sị tức 1 dạng muối tương khô để ăn với cháo trắng mỗi buổi sáng
- Đậu đen xào, nấu canh, kho...

## Tác dụng y học cổ truyền

### Tính chất
Theo y học cổ truyền, đậu đen tính hơi ôn, vị ngọt, qui kinh thận, có tác dụng trừ thấp giải độc, bổ thận, bổ huyết, chữa được cước khí, bồi bổ cơ thể.
- Sách Bản thảo Đường tân tụ nói rằng: đậu đen chữa được thủy thũng.
- Sách Bản thảo Thập di nói rằng: đậu đen còn chữa được chứng phong tê, ôn bổ, nếu ăn lâu ngày thì đẹp nhan sắc.
- Bản thảo Cương mục cho rằng: nước đậu đen có thể bổ thận, giải được độc của các dược liệu bổ thận như hà thủ ô, ba kích...
- Căn cứ vào Tân biên khái yếu: đậu đen có chứa albumin, sinh tố A, B, C, PP, protid, glucid, lipid, muối khoáng. Hàm lượng amino acid cần thiết trong đậu đen rất cao gồm: lysin, methionin, tryptophan, phenylalanin, alanin, valin, leucin...

Công dụng và các bài thuốc: 

### Người thận yếu
- Triệu chứng: Người thận yếu thể hiện các triệu chứng hay đau mỏi lưng gối, rêm âm ỉ trong xương, răng khô, tóc rụng, xuất tinh sớm, di mộng tinh, hay quên, khó ngủ...
- Cách chữa: Dùng theo tỉ lệ cứ 100gr đậu đen thì 1 cặp chân gà ta, ninh nhừ, nêm vừa ăn, có tác dụng bổ thận, mạnh lưng gối. Tuỳ thể trạng mà ăn nhiều hay ít trong mỗi lần.

### Bổ huyết cho sản phụ
- Phụ nữ sau khi sinh dùng món ăn bổ huyết.
- Cách dùng: Đậu đen 600gr và một con gà ác 500gr ninh chung cho nhừ uống nước và ăn dần phần cái trong ngày.

### Hoa mắt hoặc tối mờ
- Triệu chứng: Hoa mắt hoặc mờ mờ như cảm tưởng luôn có màn che phía trước, ấy là do can thận hư yếu.
- Cách dùng: Có thể dùng đậu đen và mè đen đồng cân lượng sao thơm tán thành bột, thêm đường để ăn khô hoặc khuấy chín, ăn nhiều ngày sẽ có tác dụng.

### Suy nhược sau thổ huyết
- Bất luận nam nữ, sau khi thổ huyết đều cần phục hồi sức khoẻ.
- Cách chữa: mỗi ngày đậu đen 130gr, ngó sen 100gr nấu nước uống từ 3 đến 10 ngày. Khi thấy khoẻ thì thôi.

### Khi bị chứng nhức đầu
- Triệu chứng:Khi bị chứng nhức đầu kèm mặt đỏ, mắt đỏ, táo bòn, đầy tức hông sườn, đau lưng mỏi gối. Ấy là do thận âm hư và can hoả vượng.
- Cách chữa: dùng đậu đen 80gr, huyền sâm 20gr, minh thiên ma 12gr, hợp chung các vị nấu nước uống, ngày uống ngày nghỉ, vài lần sẽ thấy đỡ.

### Cước khí
- Triệu chứng: thấy hai chân sưng nửa mình dưới nặng, mỏi các khớp, hơi thở bí tắc, lồng ngực trướng đầy...
- Cách chữa: dùng đậu đen gia vài lát gừng nấu nước uống trong ngày.

### Phong thấp thời kỳ đầu
- Triệu chứng: Do cảm nhiễm phong thấp khí, chứng thấy đau đầu, mỏi gáy, tay chân nặng mỏi, cơ thể sốt nhẹ và có hoặc không có mồ hôi.
- Cách chữa: Dùng đậu đen 50gr phối hợp với ma hoàng 8gr (nếu không có mồ hôi) hoặc phòng phong 8gr (nếu có mồ hôi),

### Phong thấp thời kỳ giữa
- Triệu chứng: Các khớp xương sưng đau, cử động khó khăn, ảnh hưởng chức năng tỳ vị gây biếng ăn hoặc rối loạn tiêu hoá.
- Cách chữa: Dùng đậu đen 30gr, ý dĩ 30gr, đậu đỏ 20gr, mạch nha 20gr, củ sen 20gr, hoài sơn 20gr, đại táo 5 quả, nấu nhừ đặc ăn và uống nước.

### Phong thấp thời kỳ cuối
- Phong thấp đã đình lưu trong cơ thể lâu ngày kết hợp với khí lạnh làm tổn thương cả can tỳ thận. Giai đoạn này phải thăm khám xác định mức độ tổn thương mà phối hợp điều trị.

### Ngoài ra
- Theo Đông y thận khí là cội nguồn sinh hoá của cơ thể. Dùng đậu đen lượng nhỏ hằng ngày có thể duy trì sự hoạt động của thận được bền bỉ ổn định lâu dài. Do đó, da dẻ luôn được hồng hào tươi trẻ, thần khí vững vàng, râu tóc đen nhánh, gân xương rắn chắc, sống lâu khoẻ mạnh.
- Ngoài ra đậu đen được dùng chế biến thức ăn hằng ngày phối hợp điều trị bằng phương pháp thực dưỡng, chế biến lương khô, các loại tương dùng làm gia vị đặc thù trong một số món ăn.